# Sati Beg
Al-sultana al-radila Sati Beg Khan Khallad Allah Mulkaha (morta després de 1345) fou una princesa il-kànida que va arribar a ocupar el tron de Pèrsia del 1338 al 1339 i com a consort del 1339 al 1343 (en rebel·lió de 1343 a vers 1346). Era germana uterina de l'Il-kan Abu Said Bahadur Khan.
Quan el seu germà va pujar al tron el 1316 fou promesa a l'amir Coban, un dels personatges més poderosos de la cort que exercia la regència; la boda es va fer el 1319 i d'aquest matrimoni va néixer un fill de nom Surgan. Quan Coban i el kan van entrar en conflicte el 1327, Sati Beg fou tornada a l'Il-khan amb el seu fill Surgan. El 24 d'agost de 1327 Abu Said va ordenar l'execució del visir Dimaskh Khwadja a Sultaniya i va dictar una orde per l'extermini de tota la família cobànida. En aquest moment el cap de família, Amir Coban, estava en campanya al Khurasan, que al saber la notícia es va dirigir a l'oest; va intentar una mediació amb el kan que va fracassar i llavors les forces que el seguien van desertar i va haver de fugir cap a Herat on fou assassinat pel kan kurt local Malik Ghiyath al-Din obeint una orde d'Abu Said (novembre/desembre del 1327). Llavors el Khan es va poder casar amb Bagdad Khatun, filla d'Amir Coban, matrimoni que aquest impedia; Bagdad Khatun estava casada amb el djalayàrida amir Hasan ibn Amir Huseyn (conegut com a Shaykh Hasan Buzurg o Hasan-i Buzurg que vol dir Hasan el Gran) que fou forçat a repudiar-a rebent a canvi el càrrec d'amir al-ulus.
Al morir Abu Said el 1335 l'estat es va començar a desintegrar. El 1336 Sati Beg i Surgan es van decantar pel partit del amir jalayírida Hasan-i Buzurg. Aquest va agafar el control de Pèrsia occidental, i Surgan fou nomenat governador de Karabakh (a l'Azerbaidjan modern), on ell i la seva mare es van instal·lar. Però quan el net d'Amir Coban, Hasan-i Küčik (o Hasan Kücük, Hasan el Petit), va derrotar a Hasan-i Buzurg a Alataq (prop de Nakhitxevan) el 16 de juliol de 1338, Sati Beg i Surgan van abandonar al derrotat i van fugir al camp del vencedor. Aprofitant els seus lligams familiars, Hasan-i Küčik la va posar al tron il-kànida el juliol o agost d'aquell any, si bé la seva autoritat nominal no s'estenia més enllà dels territoris sota control cobànida a la Pèrsia nord-occidental. Hasan-i Buzurg encara controlava Pèrsia sud-occidental i l'Iraq, i va fer aliança amb un altre pretendent del tron il-kànida anomenat Togha Temur, que dominava el Khurasan, al que va reconèixer com a kan. Togha Temur va sortir del Khurasan l'hivern del 1339 (començaments d'any) i va marxar contra els cobànides, seguint les instruccions de Hasan-i Buzurg, que marxaria darrere seu per donar-li suport. Llavors Hasan-i Küčik va oferir la mà de Sati Beg a Togha; aquest va enviar unes cartes de complaença al cobànida, que aquest va fer arribar a Buzurg, el qual es va sentir traït i va aturar la seva progressió en ajut de Togha; aquest darrer llavors es va veure obligat a retirar-se (juliol de 1339).
El maig de 1339 les relacions de Hasan-i Küčik amb Sati Beg s'estaven deteriorant i el cobànida va optar per posar al tron a Sulayman Khan, al que va casar amb Sati Beg. Després va decidir atacar als djalayàrides als que va derrotar a la vall del Zarrina (Zarrina Rud) prop de Maragha. En aquesta batalla van destacar Pir Husayn i Surgan (fill d'amir Coban i de Sati Beg), i el segon fou nomenat governador d'Iraq. Però poc després, no satisfet amb el tractament donat a la seva mare, Sati Beg, es va posar al servei de Hasan-i Buzurg que també va rebre el suport del governador del Diyarbakr i del sultà mameluc al-Màlik an-Nàssir Muhàmmad ibn Qalàwun, si bé aquest darrer va poder ser apartat de l'aliança per maniobres diplomàtiques d'Hasan-i Küčik. El 1340 Kücük va entrar a Siraz mercès al suport del muzaffàrida Mubariz al-Din Muhammad (al que va cedir Kirman) i va cedir Esfahan (1340) a Abu Ishak Djamal al-Din (príncep de la dinastia indjúida); Shams al-Din Muhammad, germà de l'anterior, va rebre territoris al Fars. Pir Husayn fou nomenat governador de Shiraz. Togha Temur va enviar al seu germà Amir Saikh Ali Kawun a envair Iraq, i el governador Surgan va fer aliança amb l'invasor i junts van atacar als cobànides però foren derrotats per Malik Ashraf (germà de Kücük) a la segona meitat de 1341 i Surgan fou fet presoner.
El 15 de desembre de 1343 l'esposa de Kücük, Izzat Malik, el va assassinar, segons es creu per temor que es descobrís que li havia estat infidel, en el curs d'una campanya contra Bagdad. No va deixar successor i Malik Ashraf, Yaghi Basti (que era l'oncle de Malik Ashraf i, per tant, també oncle de Hasan-i Küčik), i Surgan es van disputar l'herència. Sati Beg va donar suport al seu fill, però fou derrotat per Malik Ashraf el 1344. Surgan es va refugiar amb Sati Beg i Sulayman Khan, que van buscar l'aliança de Hasan-i Buzurg el djalayírida, però quan aquest va renunciar a ajudar-los van haver de fugir al Diyar Bakr i el 1345 Surgan fou altre cop derrotat per Malik Ashraf fugint llavors Sati Beg i Sulayman Khan cap a Anatòlia mentre Surgan o va morir a la lluita o va fugir cap a Bagdad on fou executat per Hasan-i Buzurg. El 1345 o 1346 hi ha una moneda encunyada a Hisn Kayfa amb el nom de Sati Beg, sent la seva darrera menció, no sent coneguda la seva sort posterior; Malik Ashraf es va imposar finalment.